# Mäklarringen
Mäklarringen, Mäklarringen Svenska AB, är ett mäklarföretag med cirka 70 mäklare fördelade på 32 kontor i Sverige. Mäklarringen har även mäklarverksamhet utomlands i Albanien, Cypern, Frankrike, Portugal, Spanien och Turkiet. Företaget bildades 1981 och är en medlemsägd mäklarkedja.